# Carl Axel Setterberg

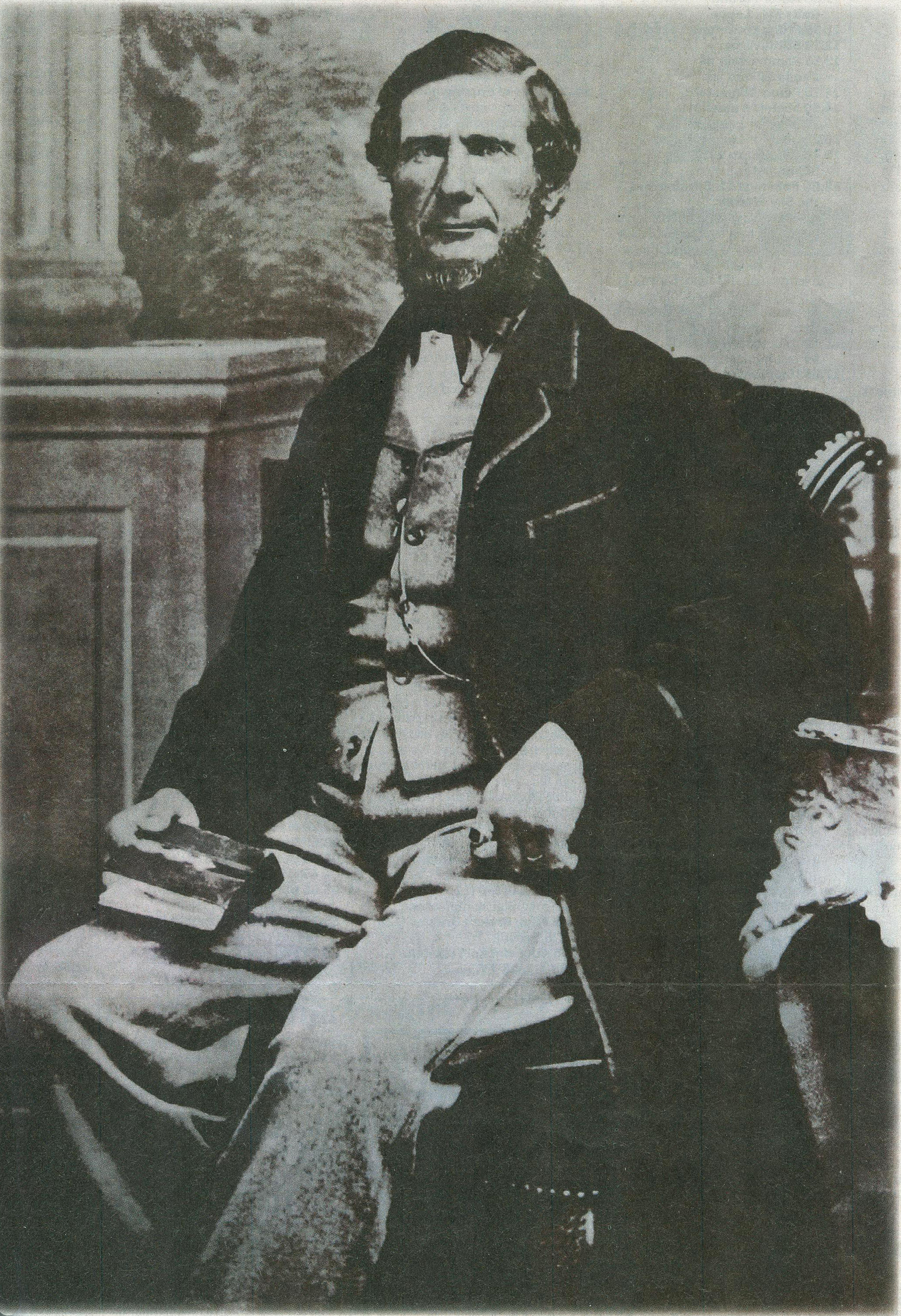
Carl Axel Setterberg

Carl Axel Setterberg, född 1812 i Bogsta socken, död 7 januari 1871 i Vasa i Finland, var en svensk stadsplanerare och arkitekt.

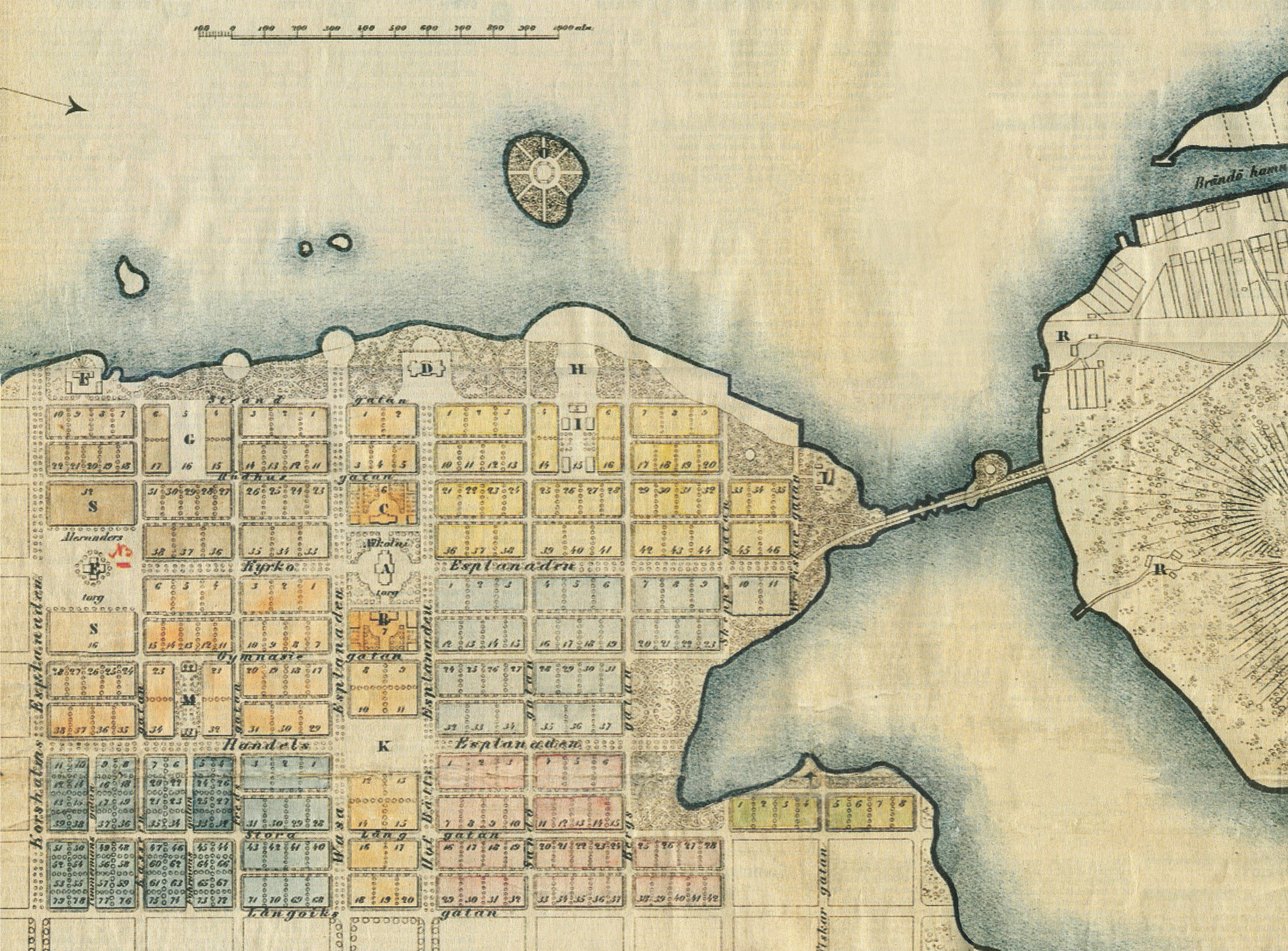
Setterbergs stadsplan för Vasa från 1855.

Efter fullgjorda studier vid Stockholms konstakademi blev Setterberg 1841 murarmästare, varpå han utsågs till länsbyggmästare i Gävleborgs län. Han utsågs av guvernör Berndt Federley till extra ordinarie länsarkitekt i Vasa 1853 (som efterträdare till den avsatte C.J.E. Gustavson). Efter att Setterberg erhållit finskt medborgarskap blev han ordinarie länsarkitekt 1855. Efter att Vasa förstördes i stadsbranden 1852 gjorde han upp stadsplanen för det nya Vasa som uppfördes på Klemetsö udde, omkring 7 kilometer nordväst om Gamla Vasa. Han planerade även ett flertal centrala offentliga och privata byggnader i staden. Setterbergs stadsplan för Vasa användes också till Umeå efter stadsbranden 1888.
I sin stadsplan är Setterberg inspirerad av empirestilen och Carl Ludvig Engels plan för Åbo, med ett utpräglat symmetriskt gatunät, esplanader och fristående parkomslutna praktbyggnader, och brandgator. Ett romantiskt drag hos Setterberg är att han bevarar naturliga asymmetrier vid strandkanter vilka harmonierar med esplanaderna med hjälp av strandparker och grönområden. Setterbergs offentliga byggnader är uppförda i nygotisk stil.